# Sepia subtenuipes
Sepia subtenuipes är en bläckfiskart som beskrevs av Takashi A. Okutani och Yoshiwo Horikawa 1987. Sepia subtenuipes ingår i släktet Sepia och familjen Sepiidae. IUCN kategoriserar arten globalt som otillräckligt studerad. Inga underarter finns listade i Catalogue of Life.